# Harragas
Harraga, a volte scritto haraga (Harrag al singolare) (dall'arabo maghrebino حراقة, ḥarrāga, ḥarrāg, "coloro che bruciano"), sono migranti nordafricani che immigrano illegalmente in Europa o in isole controllate dall'Europa a volte in barche improvvisate.
Il termine harraga significa letteralmente "coloro che bruciano" alludendo alla pratica dei migranti di bruciare i propri documenti di identità e personali per impedire l'identificazione da parte delle autorità in Europa. Il termine harraga è anche usato in riferimento all'atto di attraversare segretamente il confine di un paese o alla trasgressione di una legge. Può anche riferirsi a trafficanti di esseri umani che facilitano direttamente la migrazione regolare e irregolare.
Gli uomini nordafricani che partecipano alla migrazione illegale si definiscono harraga (bruciatori). In tale modo diventa difficile se non impossibile, dal punto di vista legale, respingerli verso le terre di origine. Il termine corrisponde, in Spagna e in Italia, a quello che sono i sans-papiers in Francia. Gli harraga raggiungono la Spagna soprattutto da Ceuta, Melilla e dalle Canarie. Altri harraga, invece, raggiungono la Sardegna in barca partendo dall'est dell'Algeria, un fenomeno poco noto che ha preso piede nel 2006 e che ancora continua lungo le coste sarde.
Gli harraga provengono dal Maghreb, sono specificamente algerini, marocchini o tunisini ma anche nigeriani, mauritani e senegalesi e sono prevalentemente uomini di età compresa tra i venti e i trentacinque anni.

## Etimologia
Harraga (in ar: حراقة) è un neologismo dell'arabo maghrebino derivante dalla parola araba "hrag", che significa "brucia" o "coloro che bruciano" le linee di confine e i documenti. È usato per descrivere i migranti nordafricani irregolari che tentano di partire per l'Europa in barca. Il verbo "bruciare" può anche significare "saltare la coda" o "attraversare col rosso". L'harraga è letteralmente l'azione di "bruciare le linee di confine attraversando il mare".

## Storia
I primi riferimenti al fenomeno della migrazione irregolare di migranti nordafricani privi di documenti in Europa risalgono agli anni 80 del XX secolo. Gli harraga che emigrano in Europa non provengono necessariamente dalle comunità meno istruite o più povere dei rispettivi paesi come in genere si è portati a pensare ma anche da famiglie benestanti della Tunisia, del Marocco, dell'Algeria e della Nigeria.
Sulla costa mediterranea del Nord Africa, gli harraga algerini, tunisini e marocchini sperano tipicamente di attraversare lo Stretto di Gibilterra per raggiungere la Spagna, in particolare le regioni spagnole dell'Andalusia, Ceuta e Melilla. Inoltre, gli harraga intraprendono il viaggio dall'Africa alla nazione insulare di Malta, o l'isola italiana di Lampedusa per poi raggiungere la penisola italiana dove si stanziano per un periodo al fine di emigrare in altre regioni d'Europa.
Sulla costa atlantica del Nord Africa, gli harraga mauritani e senegalesi partono nella speranza di raggiungere le Isole Canarie controllate dalla Spagna a bordo di piccole barche a fondo piatto denominate in spagnolo "patera", o su zattere rigide o gonfiabili, (come Zattere "Zodiac"), o anche pedalò. Ovviamente, barche come queste non sono progettate per le traversate oceaniche e il tasso di mortalità per gli harraga è molto alto.

## Controversie nei Social Network
Non è raro, scrivendo Haraga sulla barra di ricerca di diversi social network, specie Youtube, Facebook ed Instagram, imbattersi in numerose pagine e gruppi di scafisti e trafficanti di migranti dove vengono sponsorizzati viaggi attraverso il mediterraneo, oltre che a tutorial sul come contraffarre documenti ed ottenere aiuti e lavoro (quasi sempre illegalmente) all'arrivo. Nonostante le numerose segnalazioni i social network non sembrano riuscire a impedire in tempo la diffusione della grande mole di questi nuovi, crescenti, contenuti illeciti.

## Film
Il regista Moussa Haddad Algerino ha iniziato a girare il film intitolato Harraga Blues nel febbraio 2011. Il progetto è ancora in produzione